# NGC 3730
NGC 3730 ist eine elliptische Galaxie vom Hubble-Typ E im Sternbild Becher am Südsternhimmel. Sie ist schätzungsweise 240 Millionen Lichtjahre von der Milchstraße entfernt.
Das Objekt wurde im Jahre 1886 von Francis Leavenworth entdeckt.